# Заблоцький Сергій Петрович
Сергій Петрович Заблоцький (нар. 11 жовтня 1974) — український футболіст, який грав на позиції захисника. Найбільш відомий за виступами в клубі «Металург» із Запоріжжя у вищій українській лізі.

## Клубна кар'єра
Сергій Заблоцький розпочав виступи у професійному футболі в 1993 році в команді другої ліги «Віктор» із Запоріжжя. Паралельно в 1993—1994 роках він грав у аматорській команді «Нива-Віктор». На початку сезону 1994—1995 років Заблоцький перейшов до складу команди вищої української ліги «Металург» із Запоріжжя, проте зіграв у її складі лише 4 матчі. З початку 1996 і до 1998 року Сергій Заблоцький грав у складі російської команди другої ліги «УралАЗ» (Міас), після чого в складі професійних команд не грав.